# 中国鉄路北京局集団有限公司
中国鉄路北京局集団有限公司（ちゅうごくてつろペキンきょくゆうげんコンス）は、中華人民共和国中国国家鉄路集団に属する鉄道運営会社の一つである。旧称は北京鉄路局。略称は北京局、京局。
管轄範囲は北京、天津の二つの直轄市と河北省全域、それに山東省、河南、山西のごく一部である。2007年末での北京鉄路局の管理する線路の総延長は7721.4kmで営業路線距離は4688.1km、15本の幹線と484の駅を有する。
2005年に本局より太原鉄路局が分離・独立し、元来は北京鉄路局が管理していた山西省内の鉄道網（及び大秦線）は太原鉄路局へ移管された。
2007年の中国企業500強ランキングで87位となり、前年より9位下落した。

## 管轄範囲
- 京広線：k485+800（起点より485.800km）が鄭州局との境界
- 邯長線：k215+491が鄭州局との境界
- 京哈線：k312+498が瀋陽局との境界
- 京通線：k244+565が瀋陽局との境界
- 錦承線：k335が瀋陽局との境界
- 京九線：k372+777が済南局との境界
- 京滬線：k371が済南局との境界
- 京包線：k225が太原局との境界
- 京原線：k234が太原局との境界
- 石太線：k117が太原局との境界

## 機務段（機関区）
- 北京機務段（京段）
- 豊台機務段（豊段）
- 懐柔北機務段（懐段）